# Église gnostique de France
L'Église gnostique de France est une organisation occultiste chrétienne néo-gnostique française fondée en 1890 et déclarée en tant qu'association cultuelle en 1906.

## Histoire

### Patriarcat de Valentin II (Doinel)

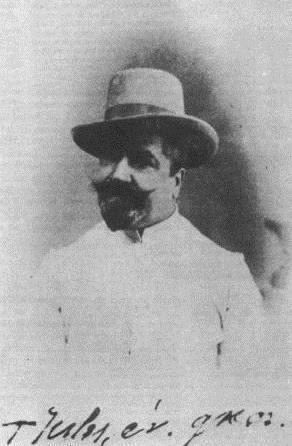
Jules Doinel, fondateur de l’Église.

Franc-maçon ésotérique influencé par les documents cathares et par la théologie de gnostiques antiques tels que Simon le Magicien et Valentin, l'archiviste Jules Doinel fonde l’Église gnostique en 1890, date qui ouvre, pour lui et ses adeptes, « l'an Ier de la Restauration de la Gnose ». Autoproclamé évêque de Montségur (sacerdoce qu'il prétend avoir reçu de l’Éon Jésus), Doinel ouvre une chapelle dans une annexe de la librairie parisienne Chamuel, rue de Trévise. Transféré en 1896 au no 17 de la rue des Martyrs, ce lieu de culte changera plusieurs fois d'adresse.
En tant que patriarche de la nouvelle Église, Doinel prend le nom mystique de Valentin II et nomme onze évêques titulaires, dont une sophia (femme évêque), ainsi que des diacres et des diaconesses. Le poète spiritualiste et fouriériste Léonce Fabre des Essarts est ainsi nommé évêque de Bordeaux. La tenue des évêques gnostiques est caractérisée par des gants violets et par le port du Tau (le double tau étant réservé au patriarche), lettre grecque qu'ils écrivent également en tête de leur nom. Consacrée à la quête du saint Plérôme, l’Église gnostique est spirituellement élitiste mais d'esprit progressiste et ouverte aux nouvelles théories scientifiques.
Le 8 septembre 1891, dans son exhortation apostolique Parta Humano Generi relative à la consécration de la basilique Notre-Dame-du-Rosaire de Lourdes, le pape Léon XIII dénonce « la vieille hérésie albigeoise [qui], sous un nom différent et sous le patronage d’autres sectes, renaît d’une manière étonnante ». Les néo-gnostiques français se sentent visés par cette attaque, qu'ils considèrent comme une forme de reconnaissance de leur action.
Réunis en Saint-Synode en septembre 1893, les évêques gnostiques confèrent la primatie à Valentin II et accordent le Consolamentum à l'abbé Paul Roca, un prêtre défroqué récemment décédé auquel l'Église catholique romaine vient de refuser des funérailles religieuses. Quelques jours plus tard, l'Ordre martiniste de l'occultiste Papus est admis au sein du synode. Un « ordre de la Colombe du Paraclet », dont le primat est le grand maître, est créé en mémoire des albigeois.
Converti au catholicisme dans le sillage du revirement de Taxil, Doinel abjure son gnosticisme entre les mains de Monseigneur Touchet, évêque catholique d'Orléans, prend le pseudonyme de « Jean Kostka » (en référence à Saint Stanislas Kostka) et quitte l’Église gnostique à la fin de l'année 1894. Il reviendra au gnosticisme cinq ans plus tard (sous le nom mystique de Simon et le titre, schismatique, de « primat de Samarie ») avant d'être réintégré par son successeur avec le rang d'évêque d'Alet (ou Aleth) et de Mirepoix.

### Patriarcat de Synésius (Fabre des Essarts)

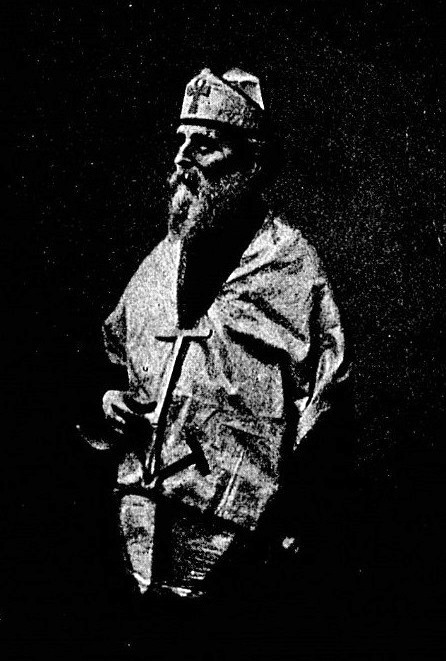
Le patriarche Synésius en 1905, avec le pallium, le Tau et une mitre violette ornée d'une croix ansée.

Le siège primatial de Montségur est alors repris le 3 janvier 1896 par Fabre des Essarts, qui prend le nom mystique de Synésius en hommage à Synésios de Cyrène. Sous son patriarcat, des efforts de réorganisation sont lancés avec l'aide de Fugairon (évêque de Béziers sous le nom Sophronius), créateur du mensuel toulousain Le Réveil albigeois. Le synode est porté de onze à quinze membres et l’Église reconnaît deux églises sœurs, l’Église gnostique de Belgique, établie à La Hulpe-Malaise, et l’Église gnostique de Bohême, dont le patriarche réside à Prague. L'Eglise gnostique de France aurait connu quelques défections en 1900, un mystificateur du nom de Karl ayant déclaré au Matin que le patriarche « Cynésius » [sic] avait été son complice lors de l'enlèvement de Gyp.
En 1903, les néo-gnostiques français rendent à nouveau hommage aux cathares lors des assises de la Gnose, qui ont lieu à Toulouse.
Le 7 décembre 1906, Fabre des Essarts déclare l’Église en tant qu'association cultuelle conforme à l'article 4 de la loi de 1905. Elle revendique alors 300 membres à Paris et quelques autres en province. Son organe officiel est La Voie puis La Gnose.
Peu de temps après la création de l'association, un schisme survient quand l'évêque gnostique de Lyon, Jean (dit Johannès) Bricaud, fonde une Église catholique gnostique, rebaptisée Église gnostique universelle en 1908. Patriarche sous le nom mystique de Jean II, Bricaud revendique l'héritage spirituel de Jean de Patmos. L'Église de Bricaud, dont l'organe officiel est le Réveil gnostique puis L'Initiation, s'allie en 1911 avec l'ordre martiniste de Papus.
En juillet 1913, Fabre des Essarts assiste au sixième Congrès du progrès religieux, auquel participent surtout des modernistes et des protestants, dont le gallican Paul Hyacinthe Loyson. Le patriarche n'y obtient la parole que pendant cinq minutes pour défendre ses conceptions religieuses.

### Après 1917
Après la mort de Synésius, en 1917, le patriarcat échoit à Léon Champrenaud (Théophane) puis, en 1921, à Patrice Genty (Basilide), qui met finalement l’Église gnostique de France en sommeil en 1926.
Elle laisse ainsi la place libre à l’Église gnostique universelle fondée par Bricaud. Celle-ci est dirigée en 1960 par Robert Ambelain (Jean III), fondateur de l'Église gnostique apostolique dans les années 1950. En 2004-2005, des néo-gnostiques fondent l'Église gnostique chaote.

### La survivance américaine et le réveil de l’Église Gnostique en France en 2022
Après Ambelain, le Patriarcat fut transféré en 1969 au Dr Pedro Freire (Petrus-Johannes XIII)  en Amérique, qui avait été consacré en 1956 par Robert Ambelain. C'est la première fois dans l'histoire de l’Église que le patriarcat est déplacé hors de France et vers les Amériques. Après la mort de Freire en 1977, le synode de l’Église Gnostique n'a pas élu de successeur et l'Église fut quelque temps déclarée autocéphale. Certains considérèrent alors automatiquement René Chambellant (Tau Renatus) comme Patriarche, puisqu'il était Primat des Gaules. Mais celui-ci ne développe pas l’Église et pendant cette période communique avec le primat nord-américain Roger Saint Victor-Hérard (Tau Charles) et son futur successeur, Robert Cokinis (Tau Charles Harmonius II), qui aide Chambellant à renforcer l'Ordre des Elus Coen au Canada. Chambellant a également guidé Cokinis dans la création du Collège Gnostique œcuménique des Métropolitains. L’Église n'est alors uniquement active qu'aux Etats-Unis. Robert Cokinis consacre son successeur, Tau Apollonius, actuel Primat d'Amérique du Nord de l’Église Gnostique Apostolique. Apollonius ordonne un prêtre Français en Février 2022 à New York. L’Église Gnostique est ainsi réveillée et revient en France, à Paris après des décennies d'absence. Ce prêtre est consacré Évêque de Paris le 21 juin 2024 à New York lors du Saint Synode de l’Église, sous le nom de Tau Heracléon II. L'épiscopat revient ainsi en France, pour la première fois depuis près d'un demi-siècle.

## Membres notables
- Henri Austruy (romancier et directeur de La Nouvelle Revue), évêque Peilhagor des Batignolles et de Clichy[23].
- Pietro Bornia, évêque de Milan.
- Jean Bricaud, évêque Johannès de Lyon.
- Léon Champrenaud, évêque Théophane de Versailles, patriarche (1917).
- Jules Doinel, évêque de Montségur et patriarche Valentin II (1893), puis évêque Jules d'Alet et de Mirepoix (1900).
- Léonce Fabre des Essarts, diacre puis évêque de Bordeaux (1893) puis patriarche Synésius, évêque de Montségur (1896) et archevêque de Paris (1903).
- Louis-Sophrone Fugairon (docteur en médecine), évêque Sophronius de Béziers.
- Patrice Genty, évêque Basilide, patriarche (1921).
- René Guénon, évêque Palingénius d'Alexandrie.
- Lucien Mauchel, dit Chamuel (éditeur), évêque Bardesane de La Rochelle et Saintes.
- Papus, évêque Vincent de Toulouse.
- Déodat Roché, diacre puis évêque Théodotos de Carcassonne.
- Sédir, évêque Paul de Concorezzo.

### Sources bibliographiques
- Jules Bois, Les Petites religions de Paris, Paris, Chailley, 1894, p. 173-182.
- Robert Amadou, « L'Église Gnostique - histoire, doctrine, rites », in: L'Autre Monde, mai 1982
- Synésius (Fabre des Essarts), L'Arbre gnostique, Paris, Chamuel, 1899.
- Jordan, « Les gnostiques modernes », La Nouvelle Revue, 1er juin 1900, p. 388-407.
- Fabre des Essarts, Les Hiérophantes : études sur les fondateurs de religions depuis la Révolution jusqu'à ce jour, Paris, Chacornac, 1905, p. 289-305.
- Synésius, Manuel préparatoire, Paris, Maison française d'éditions, 1913.
- René Le Forestier, L'occultisme en France aux XIXe et XXe siècles : l'Église gnostique, 1990, Archè, Milan.